# Visibilidad (sociología)
La visibilidad en sociología es un fenómeno social que pretende la normalización de la diversidad sexual, así como cualquier otra forma de diversidad, mediante distintos tipos de manifestación, tanto reivindicativa como pasiva. Es una postura de reafirmación de la dignidad humana basada en mostrarse "tal como se es" y no "tal como la sociedad quiere que se sea"; en este sentido la visibilidad es la culminación del derecho a "ser uno mismo".
El colectivo LGTB es históricamente el grupo en el que más personas han sufrido su propia autorepresión, inducida por unas normas morales que se imponían discriminando cualquier forma de ser que se apartara de los "roles estándares establecidos", de tal modo que para protegerse de posibles humillaciones, muchas personas han decidido llevar una vida sentimental a escondidas del resto de la sociedad (popularmente, "doble vida"), mientras que otras se han atrevido a vivir sin esconderse en lo que a veces se conoce como salir del armario. 
A menudo, el hecho de no poseer o mostrar ninguno de los caracteres que popularmente se asocian a la homosexualidad, para muchas personas sirve como escudo para esconderse, por lo que aquellas personas homosexuales que sí presentan dichos tópicos o estereotipos (como la femineidad en hombres, o la masculinidad en mujeres) son las únicas que son visibles para la sociedad, alimentando los propios tópicos que lo sustentan. De esto modo, y puesto que la sociedad en general tiene asumidos los tópicos, muchos homosexuales no se identifican ni deseen identificarse con dichas ideas, por lo que optan por esconderse. Es decir, se forma un círculo vicioso conocido como invisibilidad de la homosexualidad, al menos de forma parcial y sobre todo en aquellos grupos donde se premian las virtudes masculinas en hombres y femeninas en mujeres, como es el caso del deporte, e incluso en muchos trabajos. 
El miedo al rechazo, a la no admisión o integración en un grupo o en una sociedad todavía machista y homófoba hace que muchos opten por "no salir del armario". Sin embargo la idea de la visibilidad y de la normalización sugieren que "no es necesario salir de un armario si nunca se entra en él", es decir, si uno se muestra tal como es (al igual que hacen los heterosexuales) no se tiene por qué dar ninguna explicación o justificación de la propia sexualidad.
La siguiente frase anónima ilustra bastante bien la filosofía de la visibilidad:

Yo no voy diciendo por ahí que soy heterosexual, simplemente lo soy.

Yo no voy diciendo por ahí que soy gay, simplemente lo soy.

Sé tu mismo.